# 우나시리
우나시리(兀納失里, Γunaširi, ? ~ 1392년) 혹은 구나시리는 원나라의 황족이자 카라델의 칸(1380년 ~ 1391년)이다. 고귀계보에 의하면 쿠나시리(کوناشیری)로 나타난다. 이수데르가 토구스테무르 칸을 암살하자 혼란을 틈타, 1380년 북원으로부터 자립, 신장과 하밀 일대에 카라델을 건국, 명 태조로부터 합밀국왕(哈密國王) 혹은 합매리(哈梅里王)에 책봉되었다. 칭기즈 칸의 차남 차가타이의 6대손이 된다.
하밀 일대를 통치하는 츄베이가의 서자 계통에서 나왔지만, 원말 명초의 혼란 속에서 자신의 영지를 유지하고 새로운 국가를 창설하였다.

## 생애
차가타이 칸의 후손으로 차가타이 한국의 5대 군주 알루구의 차남 츄베이의 후손이다. 츄베이는 원나라로부터 빈왕(豳王)직을 하사
받았고, 그의 영지는 신장 지역에 봉지되었다. 츄베이의 서자로 무위서녕왕의 작위를 받은 일루쿠치의 손자이며, 무위서녕왕 부얀쿠리의 아들이다.
이루쿠치 집안은 이루쿠치가 위무서녕왕 혹은 무위서녕왕의 작위를 받은 뒤 계속 위무 또는 무위서녕왕의 직위를 계승했다. 하밀과 주변 지역 일대에서는 빈왕 추베이의 가문이 추베이 울루스를 형성하고 있었고, 일루쿠치계의 위무서녕왕가는 추베이 울루스 내의 소 지역을 통치하는 가문의 하나였다. 츄베이 울루스의 적통은 일루쿠치의 형 노무쿠리의 가계가 계승했다.
1368년 명나라 주원장이 대도를 함락했지만, 황하 이북의 땅은 원나라와 북원의 영향력 하에 있었다. 하밀 일대의 츄베이 왕가 역시 명나라의 공격을 여러번 받았으나 유지되었다. 1388년 북원의 토구스 테무르 칸이 이수데르에게 암살되었다. 하밀에서는 명나라에 항전하거나, 명나라에 조공을 바칠 것이 의논되었다.
1390년 우나시리는 북원에서 독립, 자립하는 한편 명나라에 아슬란사와 마흐무드 샤를 파견해 말을 진상했다. 명 태조로부터 합밀국왕(哈密國王) 또는 합밀위무왕(哈密威武王)에 책봉되었다. 4개월 뒤 우나시리가 다른 부족과 싸운다는 보고가 명나라에 전해져, 주원장은 감숙성 일대를 군대를 보내 경계하게 했다. 그해 명나라와의 불화로 길을 막고, 명나라의 변경을 공격, 유진, 송승 등은 도주했다. 1391년 명 태조는 장군 유진, 송성에게 군대를 딸려보내 신장에 배치, 이들은 야밤을 틈타 하밀을 급습하고 빈왕 빌게테무르를 비롯한 빈왕계 왕족들이 죽었다.
빌게테무르의 죽음으로 노무쿠리가계는 단절되었지만, 하밀의 다른 곳에 있던 우나시리는 계속 유지되었다. 일설에는 현장에 있던 우나시리는 3백 명의 병력을 이끌고 탈출했다 한다.
1392년 우나시리는 하즈알리 등을 명나라에 보내 말 등을 조공으로 바쳤다. 이후의 기록은 나타나지 않는다. 1392년 12월 어떤 이유에서였는지 명나라가 카라델 한국을 공략하고, 그는 명나라에 사죄하였다. 명 태조는 바로 합밀위를 세웠다. 그의 뒤는 동생 엔케 테무르가 이었다.

## 같이 보기
- 카라델 한국
- 차가타이 칸
- 명나라
- 합밀위